# Blues Brothers 2000 (ścieżka dźwiękowa)
Blues Brothers 2000: Original Motion Picture Soundtrack – ścieżka dźwiękowa do filmu Blues Brothers 2000 wydany przez Blues Brothers Band w 1998 roku.

## Lista utworów
1. Born in Chicago – 3:05
2. The Blues Don't Bother Me – 3:32
3. Harmonica Musings – 0:32
4. Cheaper to Keep Her – 3:13
5. Perry Mason Theme – 2:29
6. Looking for a Fox – 2:46
7. I Can't Turn You Loose – 2:24
8. Respect – 3:00
9. 634-5789 (Soulsville, U.S.A.) – 3:29
10. Maybe I'm Wrong – 5:33
11. Riders in the Sky: A Cowboy Legend – 3:10
12. John the Revelator – 3:53
13. Let There Be Drums – 1:14
14. Season of the Witch – 5:09
15. Funky Nassau – 4:11
16. How Blue Can You Get? – 5:18
17. Turn on Your Love Light – 3:30
18. New Orleans – 4:01